# Koninklijk
Koninklijk o Koninklijke (pronounciado [ˌkɔnɪŋkləkə], español: Real, de la realeza) es un título honorífico otorgado a ciertas compañías y organizaciones sin ánimo de lucro en Bélgica y los Países Bajos por el Rey o la Reina de cada país. El primero en utilizarlo, en 1807, fue Luis Bonaparte, rey de los Países Bajos en ese momento, quien concedió el título a asociaciones culturales. Las compañías premiadas con el título de Koninklijk pueden escoger utilizar el título inglés Royal en su lugar.

## En los Países Bajos

Anuncio publicitario de 1919 de KLM (Koninklijke Luchtvaart Maatschappij).

El monarca tiene el derecho de otorgar el título real a una compañía u organización.

### Condiciones
Para ser merecedor del nombramiento, la compañía u organización debe reunir las siguientes condiciones:
- Tiene que ser líder en su campo de actuación.
- Debe tener importancia nacional.
- Debe tener al menos 100 años de antigüedad (en principio).

Otra norma es que el monarca concederá un solo título real por rama de negocio. Las corporaciones médicas o financieras están excluidas, así como las organizaciones con objetivos políticos o religiosos.

### Petición
La petición de concesión del título debe ser efectuada desde el ayuntamiento de la sede de la organización que pretende obtener el título. El ayuntamiento envía la petición al comisionado de la reina en la provincia donde se encuentre la municipalidad. Este último lleva a cabo una investigación en profundidad sobre la organización peticionaria entre los ministerios y la cámara de comercio. El comisionado envía a continuación el archivo a la reina, quien tomará su decisión tras consultar a un consejo especial.
Una vez que la reina concede el título real, la compañía u organización se compromete a conservar con cuidado los documentos entregados (el decreto real, el diploma y el expediente).
La petición del título de Koninklijk debe realizarse en vísperas de algún aniversario especial de la organización (100 años, 125 años, etc.).
El título se entrega, en principio, por un periodo de 25 años. También se deberá renovar la petición del título en el caso de que la sociedad sea absorbida o si se fusiona con otra compañía.    

### Ejemplos
La mayoría de compañías holandesas cuyo nombre comienza por K son compañías Koninklijk (KPN, KLM) al igual que asociaciones como la Real Asociación de Fútbol de los Países Bajos (KNVB).
Royal Dutch Shell eligió utilizar el título inglés.
Los grupos Douwe Egberts, Philips, Grolsch y Ahold utilizan el término Koninklijk en su denominación oficial pero no en sus comunicaciones. Ahold, sin embargo, utiliza la corona real en su logotipo. 
La compañía TNT utiliza la corona real sólo en los Países Bajos.
Edificios importantes como el teatro Schouwburg en La Haya o el palacio real de los Países Bajos también recibieron el Koninklijk.
Según la página de la fundación real, 550 compañías, organizaciones e instituciones ostentaban el título real en los Países Bajos en 2006. En 2007 se celebraron los 200 años de existencia de este reconocimiento con una serie de actos bajo el nombre de Royal Dutch 2007

## En Bélgica
El Rey de los belgas puede otorgar el título a una compañía o asociación que haya existido en Bélgica al menos durante cincuenta años, aunque se hacen contadas excepciones en casos de gran importancia para la sociedad.